# Brühler Garten

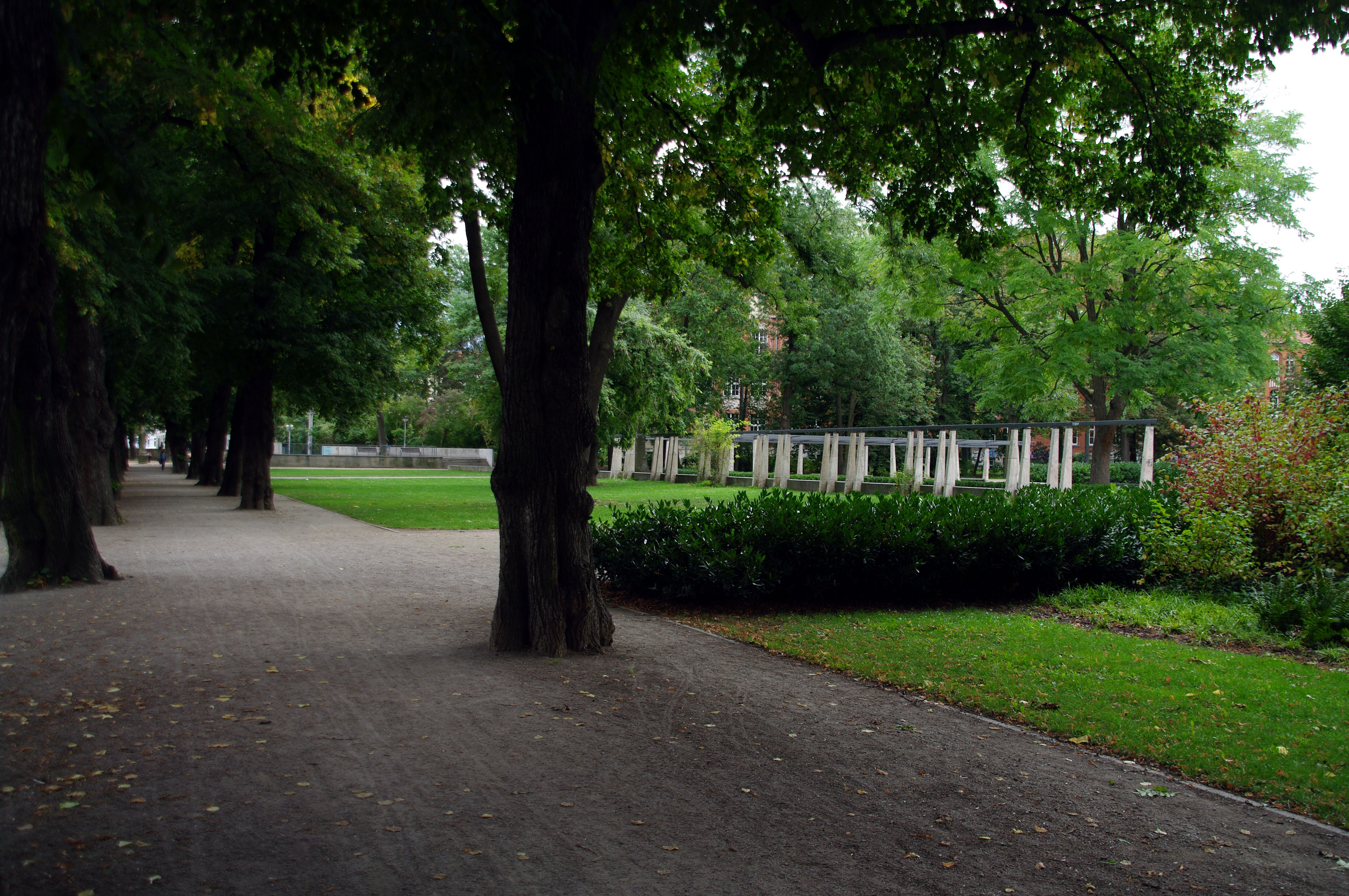
Der Brühler Garten im September 2011

Der Brühler Garten ist ein kleiner Park in der Altstadt von Erfurt. Er befindet sich im Brühl im südwestlichen Stadtzentrum.

## Anlage
Der Brühler Garten umfasst nur etwa 1,5 Hektar und gehört damit zu den kleineren Parks in Erfurt. Geprägt wird er durch die alte Allee, die ihn durchquert. Ergänzt wird die Allee durch eine quadratische Anlage aus den 1960er-Jahren im Sinne eines Kulturparks. Heute dient der Brühler Garten als schattiges Naherholungsgebiet für die umliegenden Stadtviertel.
An seinem südlichen Rand verläuft die Stadtbahnlinie 2 am Königin-Luise-Gymnasium und an seinem nördlichen Rand die Stadtbahnlinie 4 am Theater Erfurt.

## Geschichte
Der Brühler Garten ist seit jeher eine unbebaute Grünfläche. Zunächst diente er als Zwinger der inneren Erfurter Stadtbefestigung, ehe er auch als Friedhof genutzt wurde. Später, zu Beginn des 18. Jahrhunderts wurde er durch Umgestaltung der Lustgarten des Kurmainzer Statthalters Boyneburg in Erfurt, von 1818 bis 1871 folgten weitere Bestattungen im Brühler Zwinger als damals ersten öffentlichen Friedhof der Stadt Erfurt. Noch heute zeugen einzelne Grabplatten von diesem Ereignis. Ab 1925 entstand auf dem Areal des Friedhofs ein Kurgarten unter dem Namen Brühler Garten, 1940 wurde dieser zu einem Stadtpark umgebaut. In den 1930er Jahren entstand ein "neuzeitlicher Kinderspielplatz für die minderbemittelten Kreise" im Brühl. Hans Schäke schuf dafür ein hochaufragendes Eichenholz-Portal mit Kinderfiguren und Reliefs von Suppenkaspar und Struwwelpeter und eine Skulptur Aschenbrödel. Beide Werke wurden zur DDR-Zeit beseitigt. Hans Walther trug zwei Bronze-Skulpturen bei: "Mutter mit fünf Kindern" und "Froschkönig". Beide fielen 1942 der Metallsammlung für Kriegszwecke zum Opfer. Seitdem wurde der Brühler Garten mehrfach umgestaltet, zuletzt in den 1960er-Jahren und zwischen 2001 und 2003. Wäre der in den 1980er Jahren geplante Stadtring verwirklicht worden, gäbe es keinen Brühler Garten mehr. Die Ringstraße hätte vom Domplatz zur Luther-Straße geführt.
Im Park befindet sich die 1853 von Friedrich August Stüler gestaltete, zur DDR-Zeit mit entfernter Büste verkommene und im Jahre 2000 erneuerte Grabstätte des verdienten preußischen Generals, Militärschriftstellers und Geodäten Karl von Müffling mit Büste von Hermann Wittig.
Kurz nach der Wiederherstellung wurde die Büste 2001 durch Schlagwerkzeug grob beschädigt und das Denkmal durch Sprayer "in einen üblen Zustand versetzt", aber danach restauriert. Seitdem besteht eine Sicherung durch ein drei Meter hohes Stahlgitter, wodurch die Betrachtung der Büste sehr gestört wird.
Im Park steht ein kleiner Pavillon, früher in Muschelform, jetzt (2013) in vereinfachter Bauweise und beschmiert. Zudem ziert ein großes Steinkreuz, in Gedenken an die Kriegstoten, den östlichen Parkzugang.

## Grabmal von General Karl von Müffling

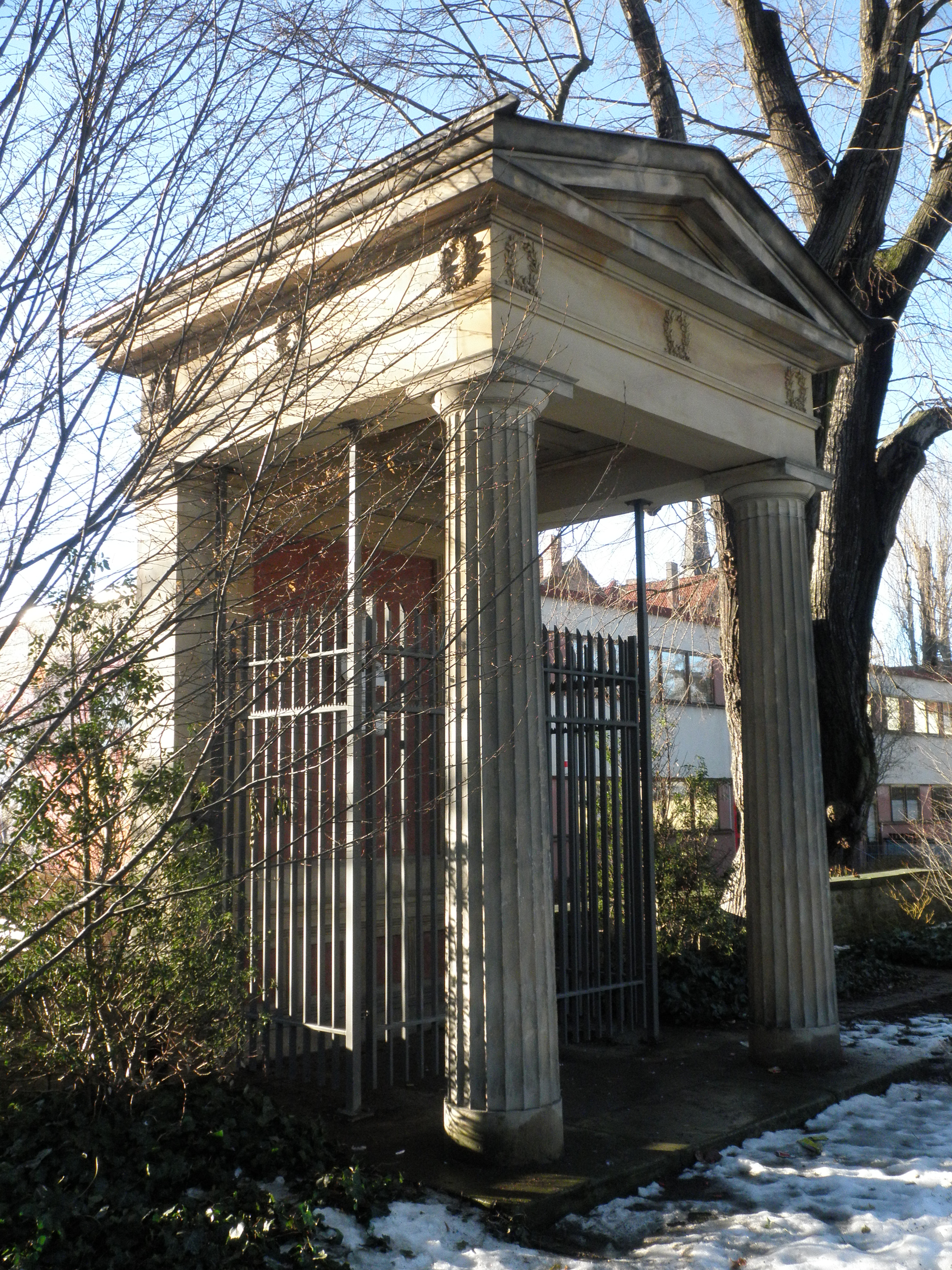
Grabmal von Müffling (Stüler 1853) im Brühler Garten, erneuert 2000
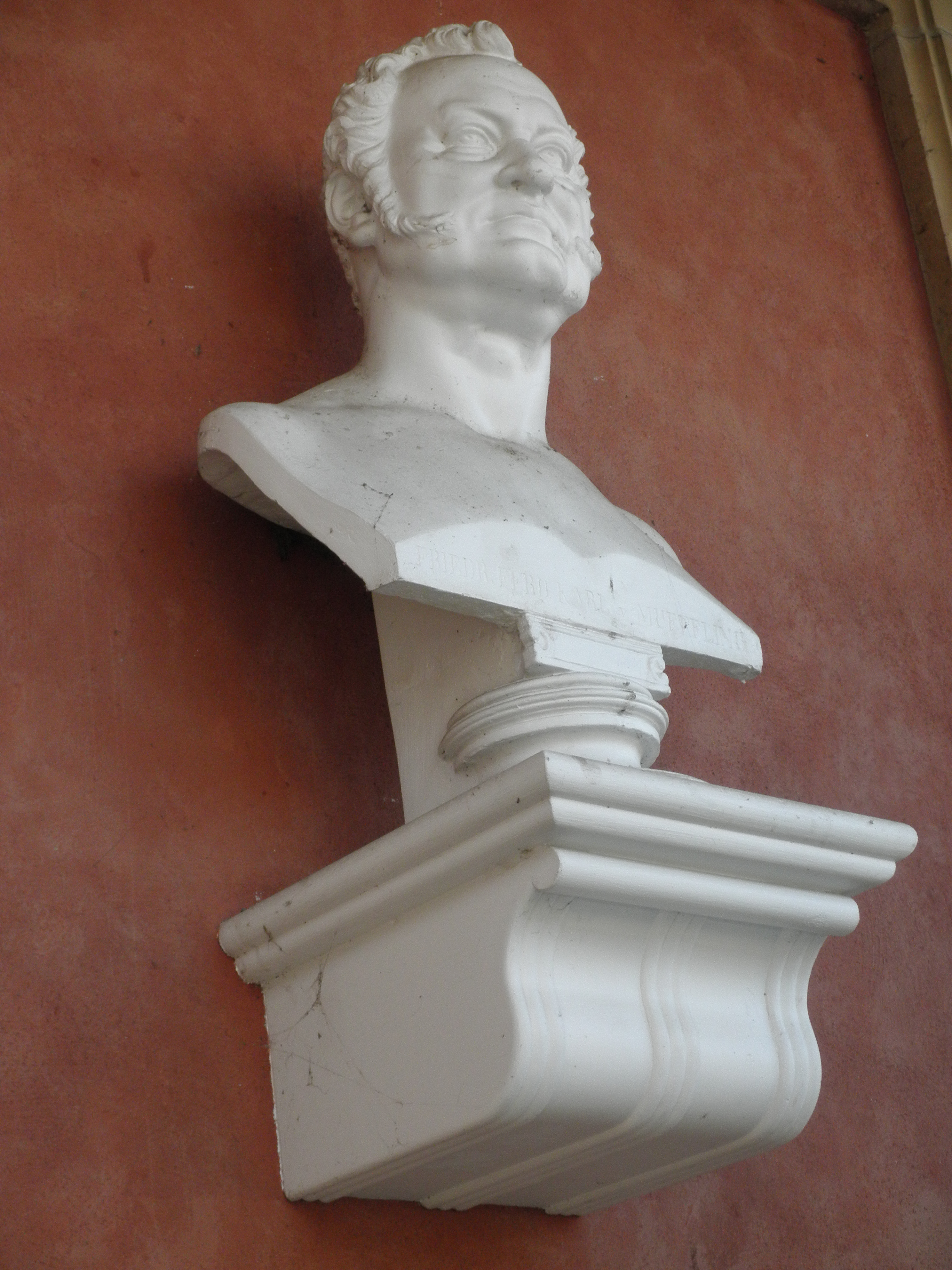
Büste von Müffling (Wittig 1853) im Grabdenkmal, erneuert 2000 und 2002
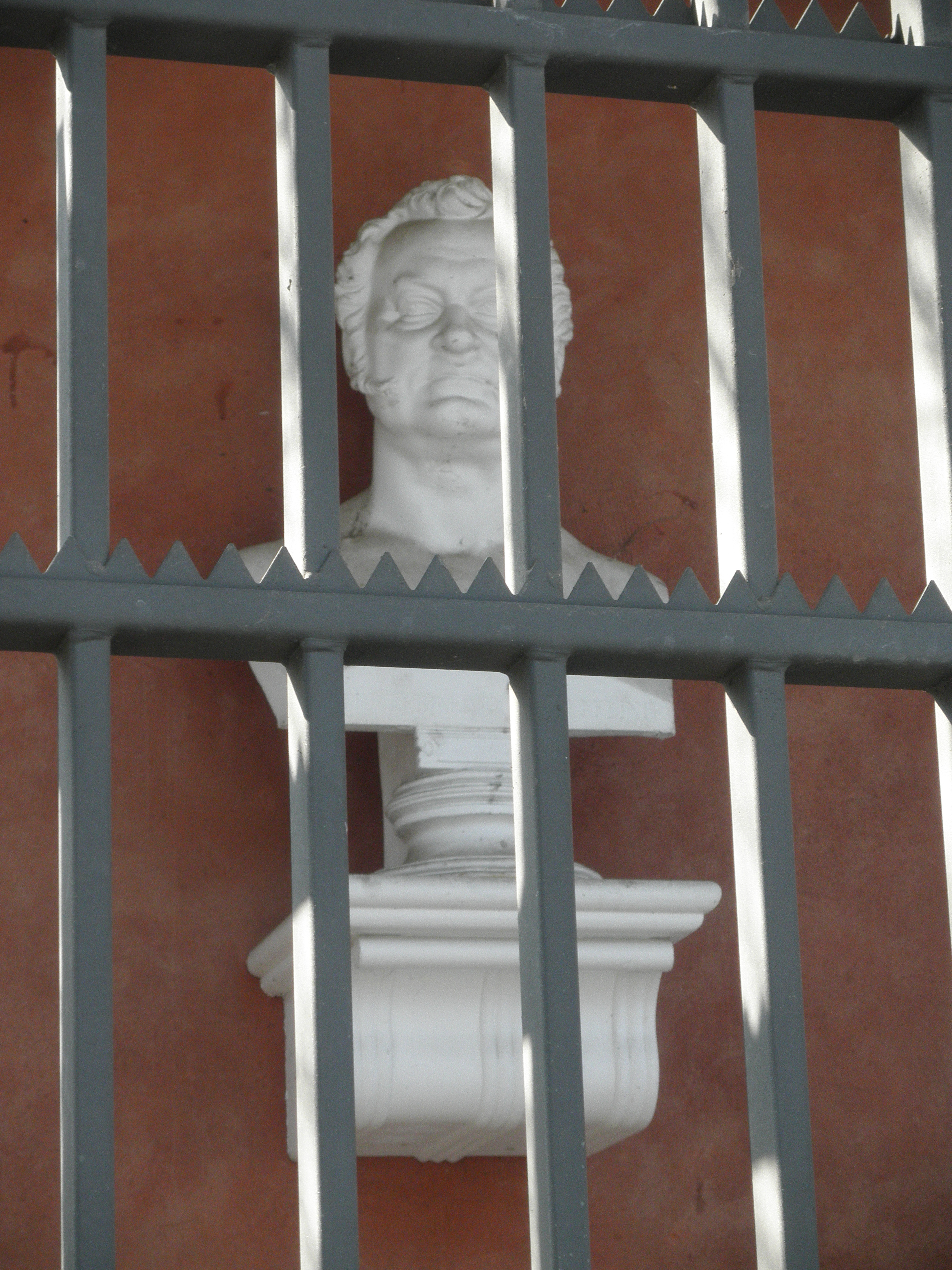
Büste Karl von Müffling hinter Schutzgitter (2013)
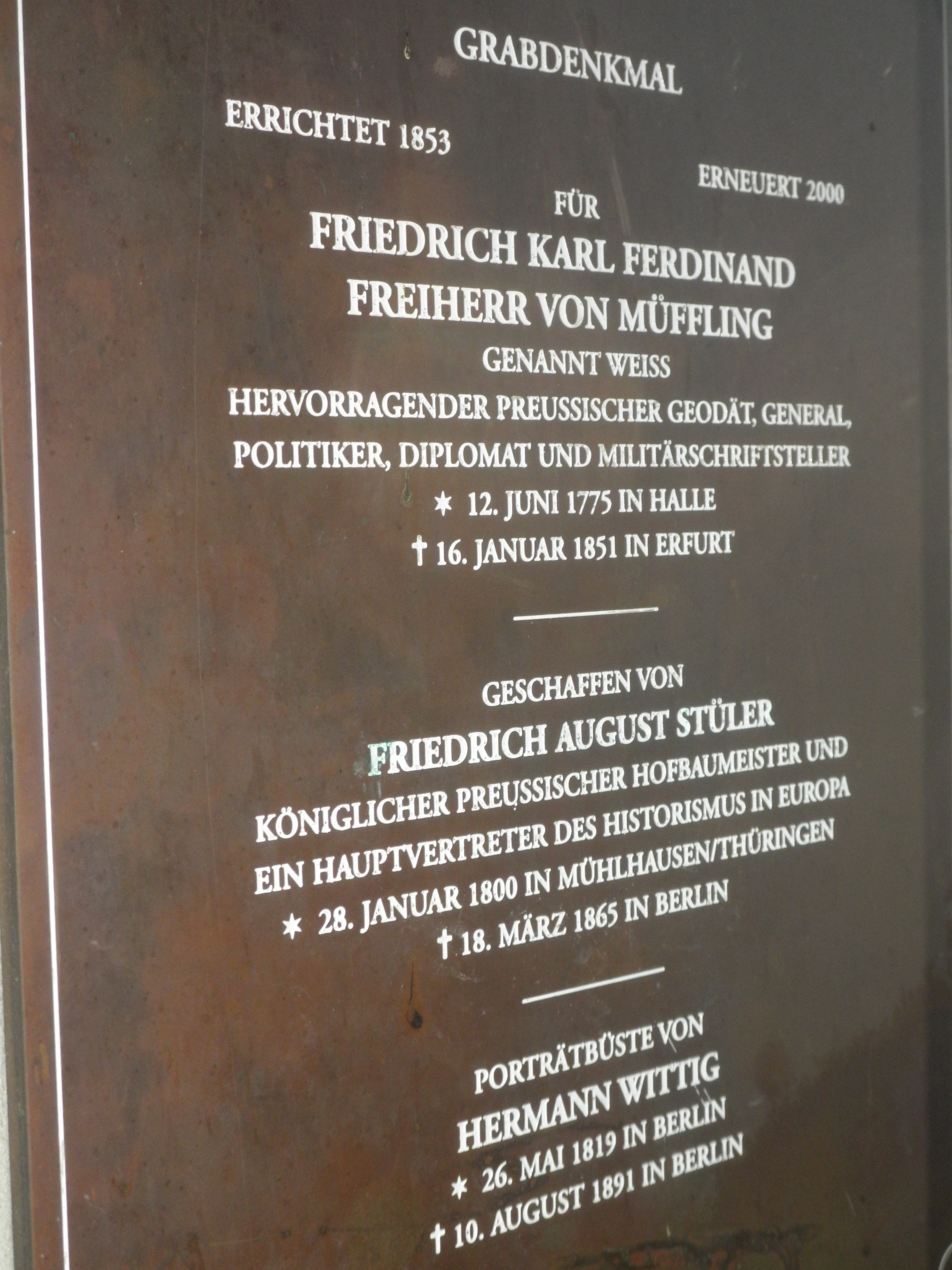
Geschichte des Grabmals im Brühler Garten
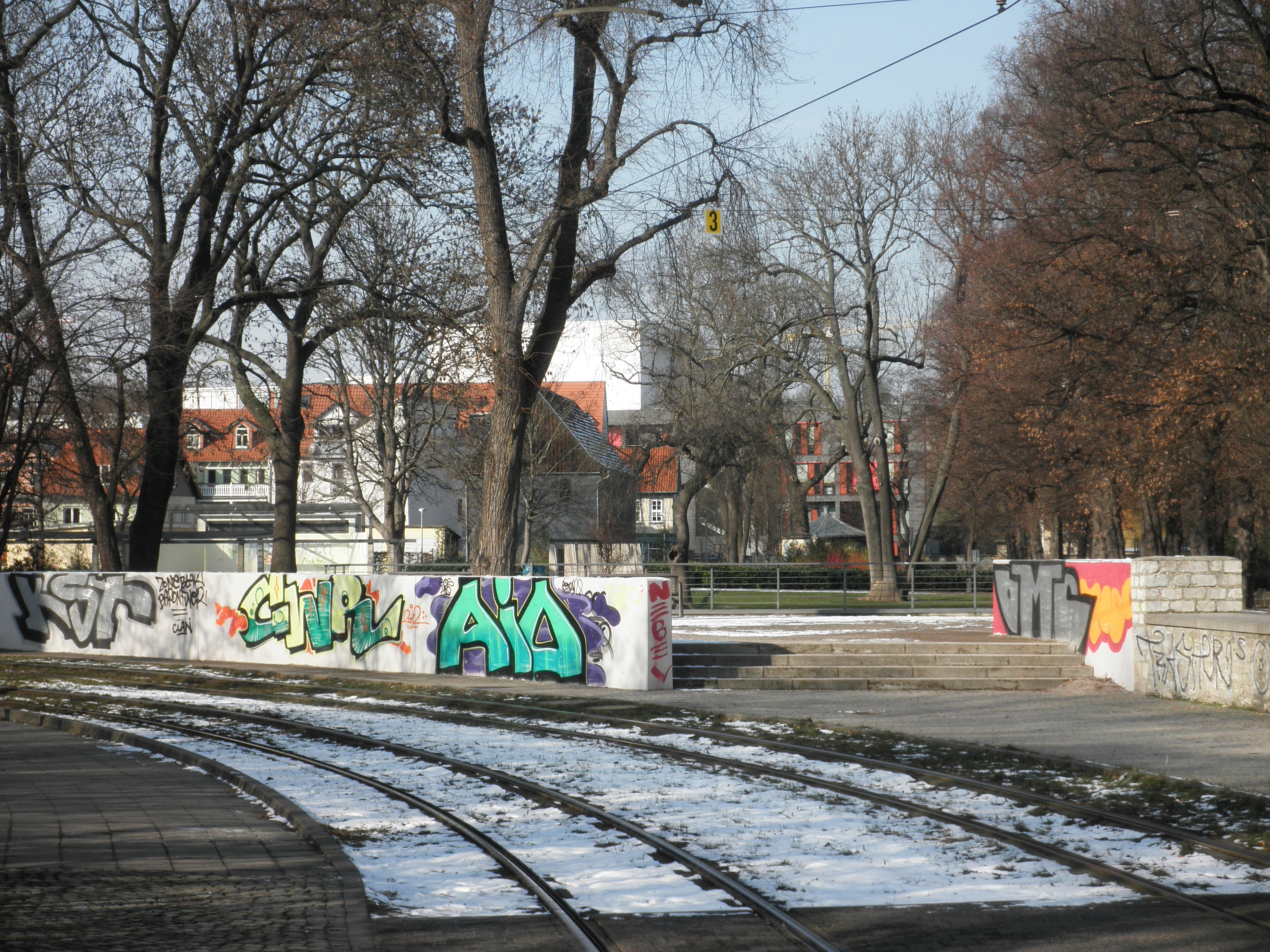
Südeingang zum Brühler Garten (2013)
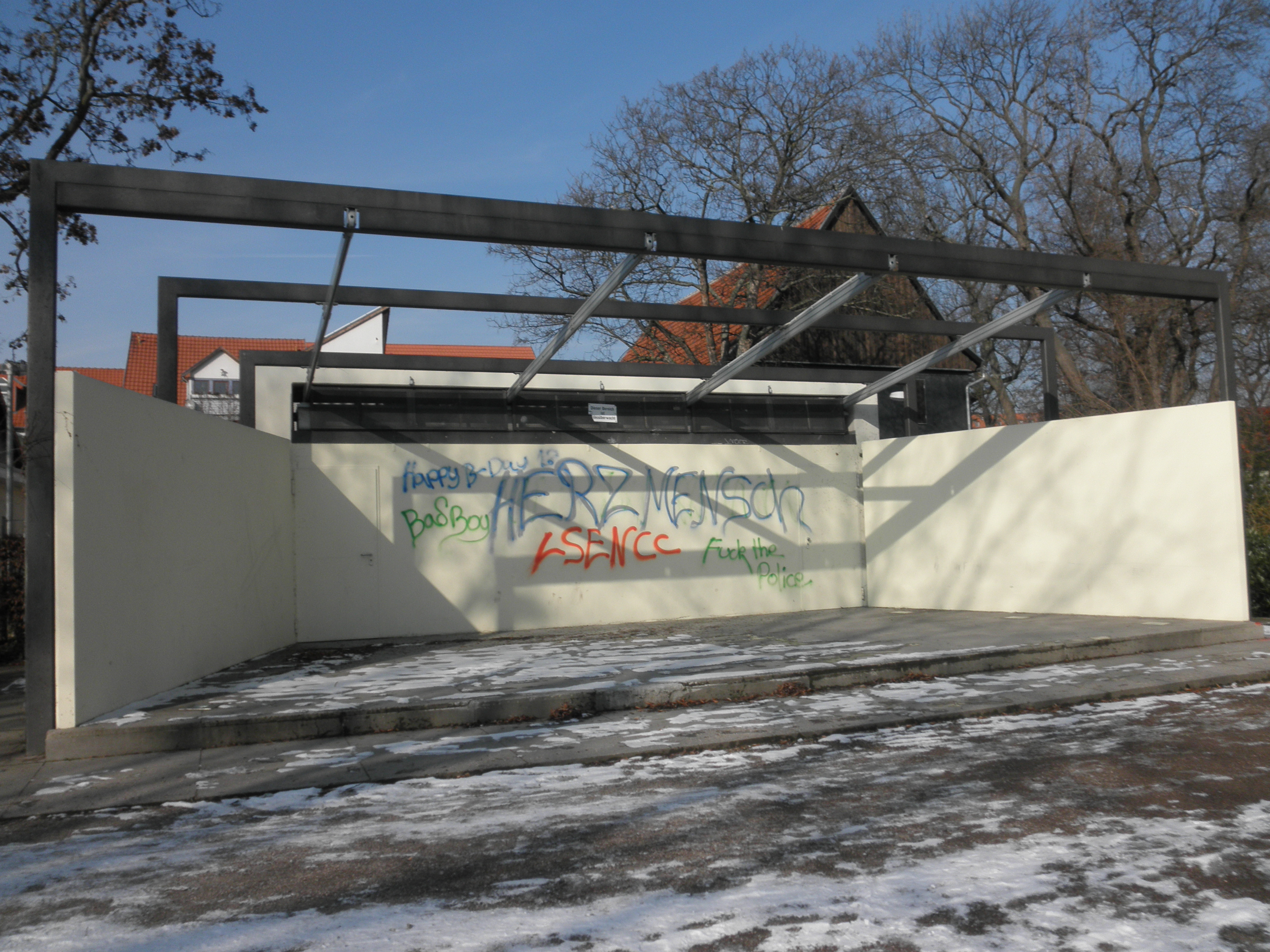
Pavillon im Brühler Garten (2013)